# Капітан Керн (есмінець)
«Капітан Керн» (рос. «Капитан Керн», з 31 березня 1925 року «Риков», з 13 лютого 1937 року «Валеріан Куйбишев») — військовий корабель, ескадрений міноносець типу «Новик» військово-морського флоту СРСР за часів радянсько-фінської та Другої світової війн.
Есмінець «Капітан Керн» замовлений 11 жовтня 1913 року до корабельного складу Балтійського флоту, 4 грудня 1913 року закладений на верфі Спільноти Путілівських заводів у Санкт-Петербурзі, 27 серпня 1915 року спущений на воду, а 15 жовтня 1927 року, через 14 років після початку будівництва, введений до складу радянського ВМФ. У серпні 1929 року здійснив похід до Піллау. 18 травня 1933 року Біломорсько-Балтійським каналом здійснив перехід з Ленінграду до Мурманська, де 5 серпня 1933 року увійшов до сил Північної військової флотилії.
11 травня 1937 року включений до сил Північного флоту. У роки радянсько-фінської війни виконував у північних водах завдання з конвоювання, патрулювання та охорони. З початком німецько-радянської війни діяв при обороні Заполяр'я, провадив разом з іншими радянськими кораблями захист внутрішніх комунікацій. З початком поставок за ленд-лізом військового майна, сировини тощо, «Валеріан Куйбишев» діяв у взаємодії з британськими, американськими та іншими союзними кораблями, забезпечуючи ескорт та охорону арктичних конвоїв.
24 липня 1943 року есмінець «Валеріан Куйбишев» відзначений орденом Червоного Прапора.
20 грудня 1955 року виведений з бойового складу радянського флоту, роззброєний та перероблений на дослідний корабель. 12 грудня 1956 року виключений зі складу ВМФ, протягом 1957—1958 років розібраний на металобрухт в Архангельську.

## Історія
З 18 жовтня 1941 року «Валеріан Куйбишев» супроводжував арктичні конвої PQ 2 з Ліверпуля до Архангельська й QP 2 зворотно до Керкволла.
У травні 1942 року «Валеріан Куйбишев» входив до сил ескорту великого конвою PQ 16, який супроводжував 35 транспортних суден (21 американське, 4 радянські, 8 британських, 1 голландське та одне під панамським прапором) до Мурманська від берегів Ісландії зі стратегічними вантажами і військовою технікою з США, Канади і Великої Британії. Його супроводжували 17 ескортних кораблів союзників, до острова Ведмежий конвой прикривала ескадра з 4 крейсерів і 3 есмінців.
Попри атакам німецького підводного човна U-703, повітряним нападам бомбардувальників He 111 та Ju 88 бомбардувальних ескадр I./KG 26 і KG 30 конвой, втратив сім суден і ще одне повернуло назад на початку походу, дістався свого місця призначення.
1 листопада 1943 року есмінець входив до складу сил ескорту, що супроводжували конвой RA 54A, який повертався з Радянського Союзу.
Протягом березня 1944 року «Валеріан Куйбишев» супроводжував знову до берегів Баренцевого й Білого морів конвої JW 58 з 47 транспортних та вантажних суден.